# Martin-pêcheur à large bande
Alcedo euryzona
Espèce
Statut de conservation UICN

 CR C2a(i) : 
En danger critique
Le Martin-pêcheur à large bande (Alcedo euryzona) est une espèce d'oiseaux de la famille des Alcedinidae.
On le trouve au Brunei, en Indonésie, en Malaisie, en Birmanie, et en Thaïlande, dans les forêts subtropicales ou tropicales de palétuviers, et les abords des fleuves.
Il est menacé par la disparition de son habitat.

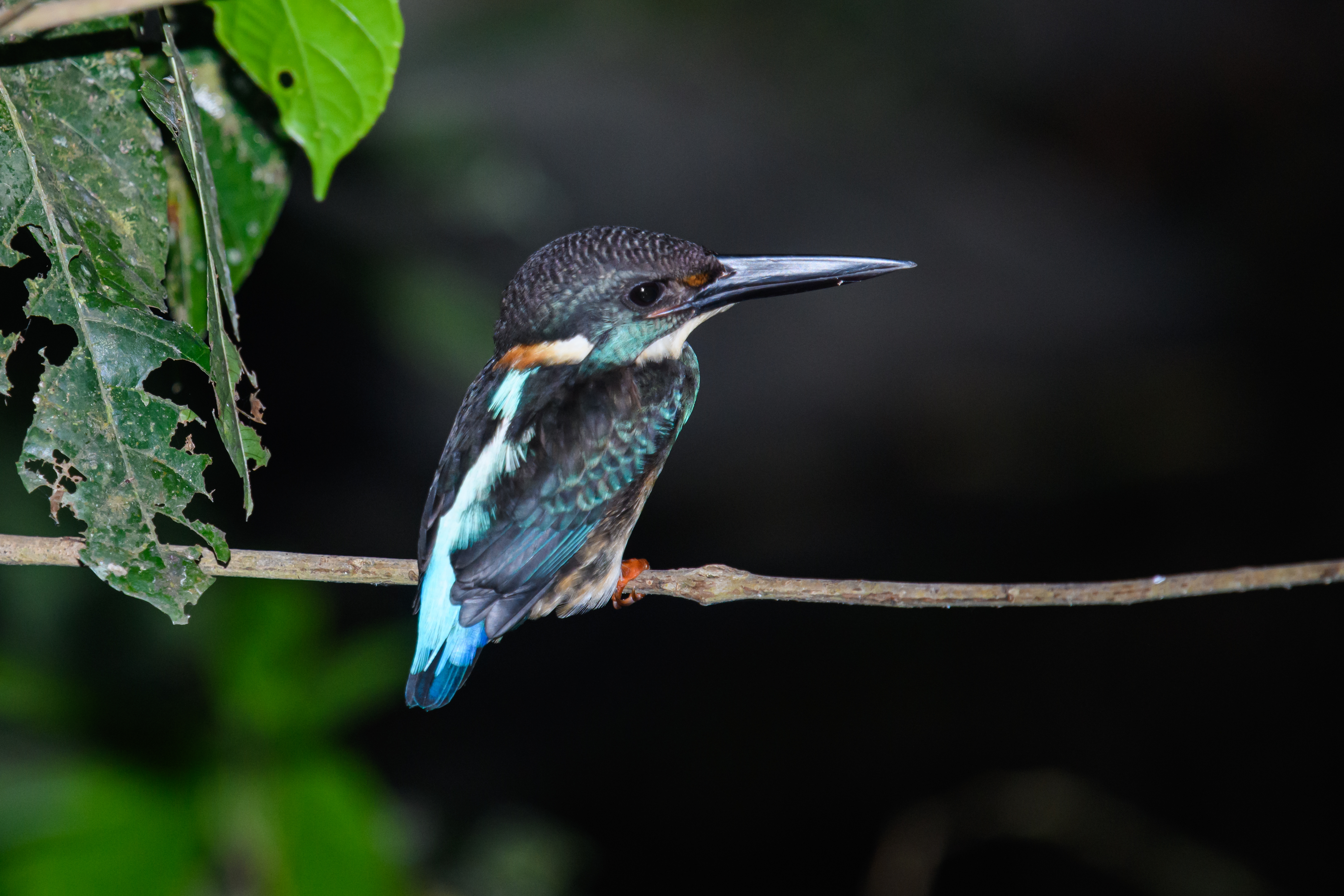
Martin-pêcheur à large bande, parc national de Kui Buri, Thaïlande

## Liste des sous-espèces
- Alcedo euryzona euryzona Temminck, 1830
- Alcedo euryzona peninsulae Laubmann, 1941

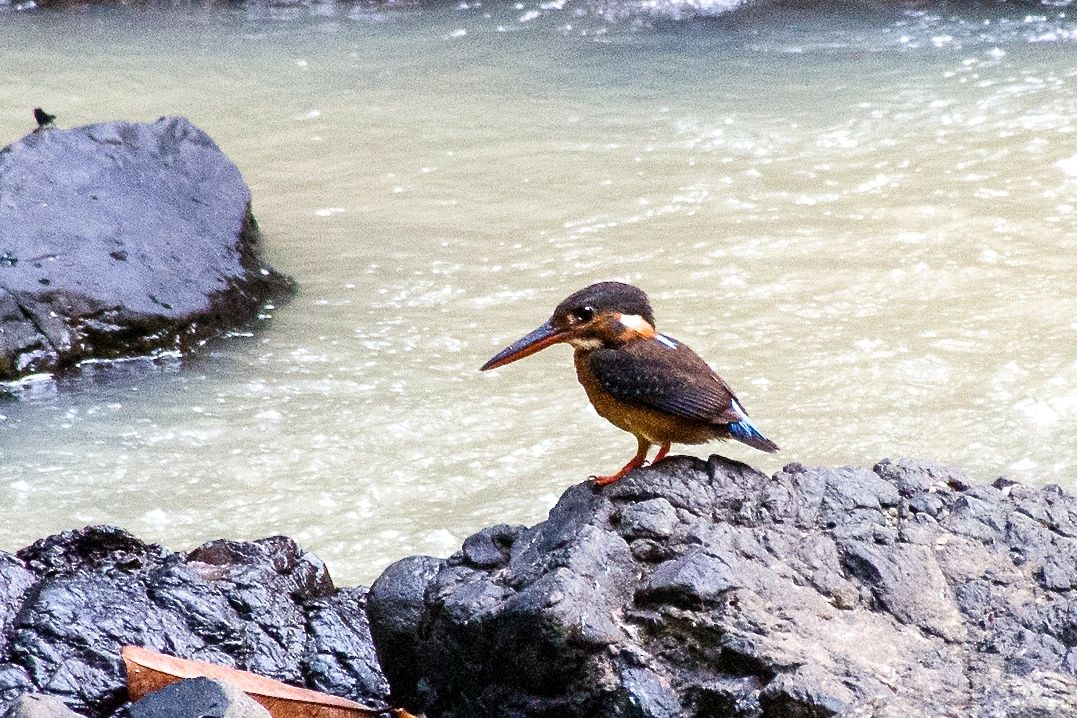
Alcedo euryzona peninsulae